# Jalousi (følelse)
 For alternative betydninger, se Jalousi. (Se også artikler, som begynder med Jalousi)
 Ikke at forveksle med Misundelse.
Jalousi eller skinsyge er en følelse, der refererer til de negative tanker og følelser af usikkerhed, frygt og ængstelse for et forventet tab af noget, personen værdsætter, såsom et forhold, venskab eller kærlighed. Jalousi består ofte af en kombination af følelser som vrede, sørgmodighed og afsky.
Jalousi er en kendt oplevelse i menneskelige relationer. Det har været observeret hos spædbørn på fem måneder og ældre. Nogen hævder, at jalousien er set i alle kulturer, hvorimod andre hævder, at jalousi er et kulturspecifikt fænomen.
Jalousi som en følelse eller effekten af jalousi har været et tema i utallige romaner, sange, digte, film og andre kunstneriske værker. Det har også været et tema af interesse for forskere, kunstnere og teologer. Psykologer har foreslået flere modeller af jalousiens processer og har identificeret faktorer, som fører til jalousi. Sociologer har påvist, at kulturelle opfattelser og værdier spiller en rolle i forhold til, hvad der udløser jalousi og hvad der er et socialt accepteret udtryk for jalousi. Biologer har identificeret forhold, der ubevidst kan påvirke udtryk for jalousi.